# Zajma
Zajma – wieś w Polsce położona w województwie podlaskim, w powiecie białostockim, w gminie Michałowo.
W latach 1975–1998 miejscowość administracyjnie należała do województwa białostockiego.

## Historia

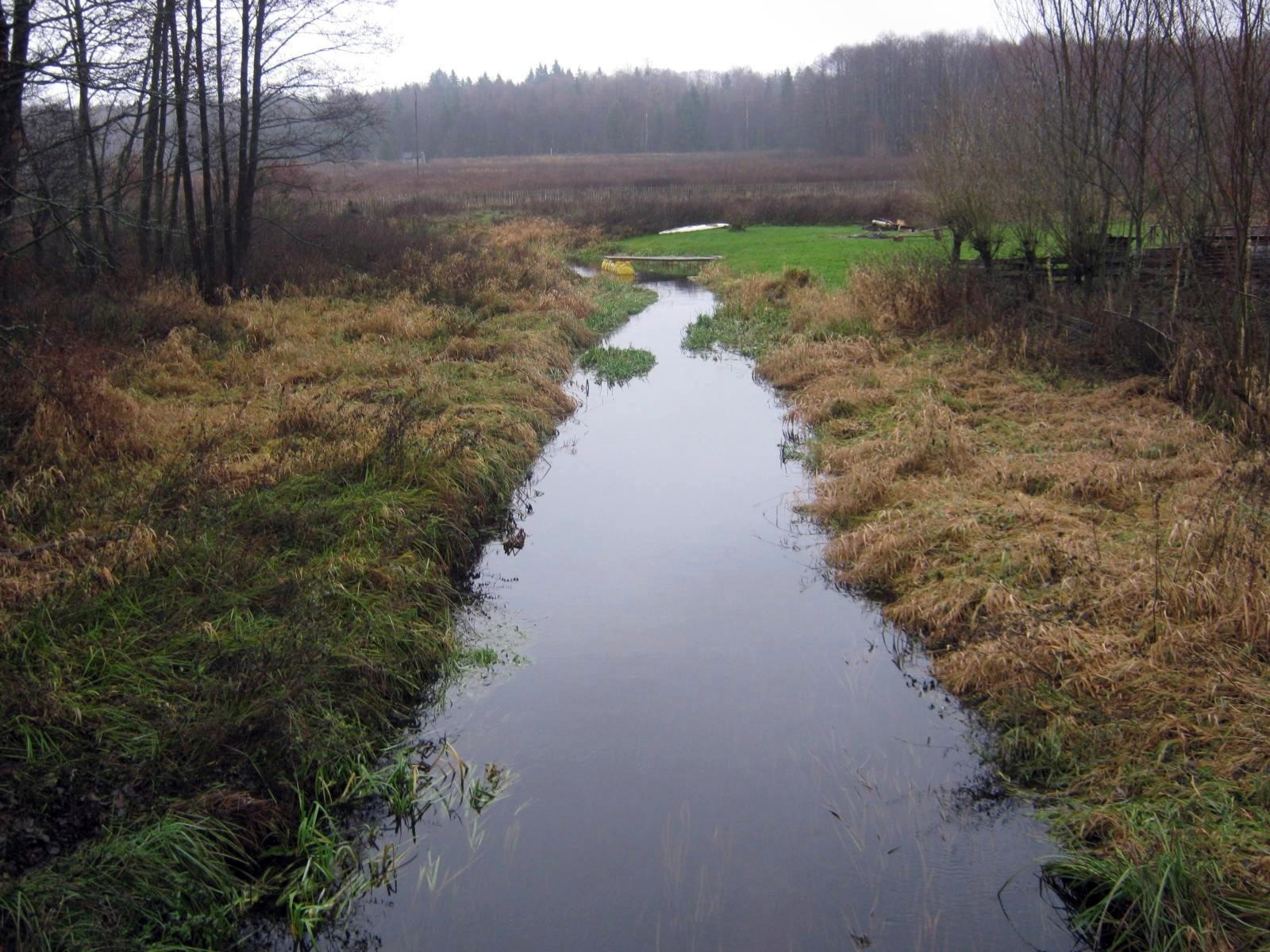
Rzeka Płoska w Zajmie

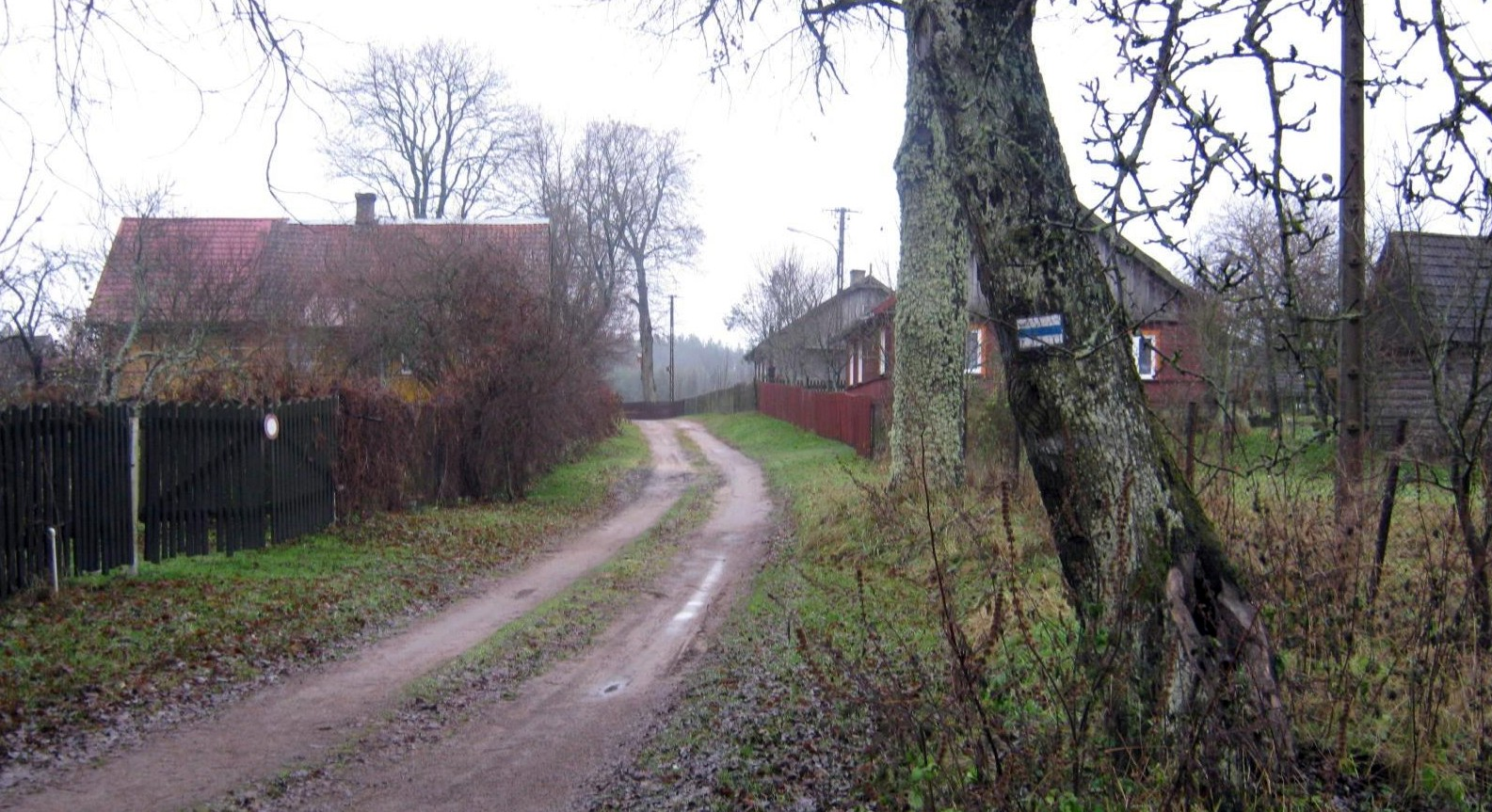
Ulica w Zajmie

Na północny zachód od Sokolego w odległości 6 km znajduje się miejscowość Zajma. 
Najprawdopodobniej w ostatnich latach XVII wieku na rzece Płoska w hrabstwie Zabłudów wybudowano młyn wodny, a następnie folusz. 
W 1763 roku mieszkali tu: Jan Kozłowski i synowie Andrzej i Wawrzyn, Jaśko Kozłowski oraz Kazimierz Karczewski z synem Janem. 
W inwentarzu folwarku zabłudowskiego Zajma z dnia 13 grudnia 1811 roku widnieją budynki jak: karczma w węgieł stawiana z drzewa kostkowego, stajnia oraz zajezdnia z dylów łupanych w słupy zarzucane i słomą pokryta. Za karczmą z tyłu stał browar z wołownią i słodownią, wybudowany z drzewa łupanego pokryty drenicami. Nad rzeką stał młyn, a z drugiej strony budynku produkowano folusz. W 1811 roku w Zajmie mieszkało 4 rodziny liczące 17 osób, w tym 1 rodzina żydowska 4-osobowa dzierżawiąca karczmę należącą do księcia Dominika Radziwiłła.
Według przekazów ustnych w okresie inwazji Napoleona na Rosję w 1812 roku wszystkie zabudowania w zajmie zostały spalone, a wielu mieszkańców Zajmy zamordowali Francuzi. To też przez kilkanaście lat Zajma świeciła pustką. 
W 1845 roku mieszkała tu tylko jedna rodzina Jana Kozłowskiego syna Marcina. 
Przed II wojną światową istniał tu niewielki majątek Łukowskiego. Zgodnie z dekretem z dnia 6 września 1944 roku, został on rozparcelowany. 
Użytki rolne o powierzchni 40,42 ha rozdzielono wśród 14 rolników z Zajmy, a lasy o powierzchni 53,48 ha przekazano Nadleśnictwu Żednia. 
W 1950 roku mieszkało w Zajmie 23 osoby, w tym 9 mężczyzn i 14 kobiet. W 1970 już 36 osób, 17 mężczyzn i 19 kobiet. 
Po 1970 roku ludność Zajmy ulega zmniejszeniu i na koniec XX wieku w 2000 roku mieszkało 11 osób, w tym 4 mężczyzn i 7 kobiet. 
W 2010 roku w Zajmie mieszkało tylko 7 osób, 5 mężczyzn i 2 kobiety.